# افرای اوکوروندو
افرای اوکوروندو (نام علمی: Acer ukurunduense) یا افرای آراگا گونه‌ای افرا می‌باشد.

## توصیف
این درخت در خزان برگ‌ریز است و سرعت رشد آن کم است. افراهای اوکوروندو ۸ تا ۱۰ متر رشد طولی دارند. گل‌های این گونه نرماده هستند. این گل‌ها سفید رنگ بوده و در ماه می شکوفا می‌شوند. از اکتبر تا سپتامبر دانه‌ها به رشد کامل می‌رسند. این گیاه در مسیل‌ها و دره‌های تنگ و ژرف در ارتفاعات ۲۱۰۰ تا ۳۳۰۰ و به جهت سایه می‌روید. این درخت بستر آمیخته با خاک رس و شن و مواد گیاهی را برای رشد ترجیح می‌دهد. این گونه افرا می‌تواند در خاک با درصد زیاد رس نیز به رشد خود ادامه دهد.

## پراکندگی
گسترهٔ رویشگاه افرای اوکوروندو از شرق کوه‌های هیمالیا تا برمه می‌باشد.

## کاربرد
برگ‌های درخت در صنعت چای استفاده می‌شود.